# Vasile Grădinaru
Vasile Grădinaru (n. 22 ianuarie 1982) este un jurist din Republica Moldova, deputat în legislatura 2021-2025 a Parlamentului Republicii Moldova, reprezentant al Partidului Acțiune și Solidaritate (PAS).

## Biografie
Vasile Grădinaru a făcut studiile la Colegiul Ecologic din Chișinău și la Facultatea de drept a Universității de Stat din Moldova.
A fondat și administrează câteva companii.

### Activitate politică
Face parte din PAS din 2016. În 2019, a devenit vicepreședinte al Organizației teritoriale Chișinău. În urma alegerilor locale din același an, a devenit consilier în Consiliul municipal Chișinău.
A candidat cu numărul 45 pe lista Blocului ACUM, cât și în circumscripția uninominală nr. 23, Chișinău la alegerile parlamentare din 2019, fără succes. La alegerile parlamentare din 2021 a candidat cu numărul 24 pe lista Partidului Acțiune și Solidaritate și a acces în parlament. Concomitent, a renunțat la mandatul de consilier municipal. Este vicepreședinte al Comisiei parlamentare juridice, numiri și imunități.